# زندان خرس‌های قطبی
زندان خرس‌های قطبی (Polar bear jail) که به‌طور رسمی به عنوان مرکز نگهداری خرس‌های قطبی شناخته می‌شود، یک ساختمان ویژه در چرچیل، مانیتوبا، کانادا است که در آن خرس‌های قطبی که دردسرساز یا خطرناک تلقی می‌شوند، قبل از اینکه بتوانند به مکان دیگری منتقل شوند، جدا می‌گردند.
پیش از ایجاد این مرکز، خرس‌های قطبی که خطرناک تلقی می‌شدند هدف شلیک گلوله قرار می‌گرفتند. این زندان برای اولین بار در سال ۱۹۸۲ پس از اینکه شخصی توسط یک خرس در خیابان مورد حمله قرار گرفت، تأسیس شد.) در ابتدا، این مرکز دارای ۲۰ سلول بود که می‌توانست ۱۶ خرس بدون جفت و فرزند و چهار گروه خانواده را در خود جای دهد. خرس‌ها را می‌توان از ۲ تا ۳۰ روز در آنجا نگه داشت - اگر یک خرس بارها و بارها اسیر شده باشد، مدت حبس ممکن است تمدید شود. فرض این است که اسارت طولانی مدت باعث ایجاد احساس خطر در خرس‌ها می‌شود که در نتیجه آنها دیگر تمایلی به نزدیک شدن به شهر را نخواهند داشت. در دوران اسارت به خرس‌ها غذا داده نمی‌شود. از آنجایی که چرخه طبیعی زندگی در خرس‌ها شامل دوره‌های طولانی گرسنگی است بدن آنها برای بدون غذا ماندن برای مدت طولانی، سازگار است.
خرس‌های خطرناک هنگام دستگیری با تفنگ بیهوشی آرام می‌شوند و با رنگ روشن روی گردنشان مشخص می‌شوند. نزدیک به زمستان، زمان یخبندانی خلیج هادسون، خرس‌ها رها می‌شوند. برای این کار آنها بار دیگر با بیهوشی آرام می‌شوند و با هلیکوپتر به دور از شهر منتقل و رها می‌شوند.